# CAMS 51
Il CAMS 51 fu un idrovolante a scafo centrale, bimotore in configurazione traente-spingente, biplano e multiruolo, sviluppato dall'azienda aeronautica francese Chantiers Aéro-Maritimes de la Seine (CAMS) negli anni venti e rimasto allo stadio di prototipo.
Progettato dall'ingegnere francese Maurice Hurel, venne proposto sia sul mercato dell'aviazione commerciale che in quello militare, nel ruolo di idroricognitore, non riscuotendo tuttavia riscontro tale da giustificarne l'avvio della produzione in serie.

## Versioni
51C
versione destinata al mercato dell'aviazione commerciale (C = Commercial), con capacità da tre a cinque passeggeri, realizzato in un solo esemplare.
51 R3
versione da ricognizione destinata al mercato dell'aviazione militare, realizzata in un solo esemplare.

## Utilizzatori

### Civili
Francia
- Aéropostale

### Militari
Francia
- Service de l'aéronautique maritime

### Pubblicazioni
- (FR) Gérard Hartmann, Les hydravions CAMS (PDF), in Flying Boats of the World, http://www.msacomputer.com/FlyingBoats-old/. URL consultato il 24 settembre 2018 (archiviato dall'url originale il 5 febbraio 2018).
- C.A.M.S. 51, in Aerei da guerra, Ginevra - Novara, Edito Service S.A. - Istituto Geografico De Agostini, 1993.